# Mansour Gholami
Mansour Gholami (in persiano منصور غلامی‎) (Bahar, 1953) è un politico e docente iraniano, ministro della scienza, della ricerca e della tecnologia dal 2017 al 2021.

## Biografia
Ha ricoperto il ruolo di rettore della Bu-Ali Sina University per due mandati, dal 1997 al 2004 e dal 2014 al 2017.